# Bahnstrecke Hochstadt-Marktzeuln–Probstzella
| |                      |                                                |                                |
| Streckennummer (DB): | 5010                 |                                                |                                |
| Kursbuchstrecke (DB): | 840                  |                                                |                                |
| Kursbuchstrecke: | 414 (1946)           |                                                |                                |
| Streckenlänge: | 52,950 km            |                                                |                                |
| Spurweite: | 1435 mm (Normalspur) |                                                |                                |
| Streckenklasse: | D4                   |                                                |                                |
| Stromsystem: | 15 kV, 16,7 Hz ~     |                                                |                                |
| Maximale Neigung: | 29 ‰                 |                                                |                                |
| Minimaler Radius: | 300 m                |                                                |                                |
| Streckengeschwindigkeit: | 160 km/h             |                                                |                                |
| Zugbeeinflussung: | PZB, ZUB262          |                                                |                                |
| Zweigleisigkeit: | durchgehend          |                                                |                                |
| |                      |                                                |                                |
| \| \| \| von Bamberg \| \| \| \| 0,000 \| Hochstadt-Marktzeuln \| 274 m \| \| \| \| \| \| \| \| \| Main \| \| \| \| \| nach Hof Hbf \| \| \| \| \| Neutrassierung 1905 \| \| \| \| 3,501 \| Redwitz (Rodach) \| Redwitz (Rodach) \| \| \| 7,240 \| Oberlangenstadt \| Oberlangenstadt \| \| \| 9,018 \| Küps \| Küps \| \| \| 11,771 \| Kronach Müll (Awanst) \| Kronach Müll (Awanst) \| \| \| \| von Weißenbrunn \| \| \| \| 12,700 \| Neuses (b Kronach) (früher Bf) \| Neuses (b Kronach) (früher Bf) \| \| \| \| von Nordhalben \| \| \| \| 15,447 \| Kronach \| 305 m \| \| \| 20,285 \| Gundelsdorf \| Gundelsdorf \| \| \| \| von Sonneberg \| \| \| \| 23,630 \| Stockheim (Oberfr) (früher Bf) \| 343 m \| \| \| 26,200 \| Neukenroth (Bk) \| Neukenroth (Bk) \| \| \| \| von Tettau \| \| \| \| 29,191 \| Pressig-Rothenkirchen (bis 1939 Rothenkirchen) \| 376 m \| \| \| 32,100 \| Hessenmühle (Bk) \| Hessenmühle (Bk) \| \| \| 35,038 \| Förtschendorf \| 456 m \| \| \| 37,200 \| Kohlmühle (Bk) \| Kohlmühle (Bk) \| \| \| 39,100 \| Bastelsmühle (Bk) \| Bastelsmühle (Bk) \| \| \| 41,433 \| Steinbach am Wald \| 593 m \| \| \| 44,220 \| Leinenmühle (Bk) \| Leinenmühle (Bk) \| \| \| \| von Lehesten \| \| \| \| \| Trogenbachbrücke (200 m) \| \| \| \| 47,608 \| Ludwigsstadt \| 457 m \| \| \| \| Taugwitztalbrücke (56 m) \| \| \| \| 50,560 \| Lauenstein (Oberfr) \| 410 m \| \| \| 52,800 \| Falkenstein (Oberfr) \| 375 m \| \| \| \| Landesgrenze Bayern/Thüringen \| \| \| \| 52,940 \| Probstzella Streckenwechsel \| Probstzella Streckenwechsel \| \| \| \| nach Leipzig-Leutzsch \| \| \| \| \| \| \| \| Quellen: [1][2][3][4] \| \| \| \| |                      |                                                |                                |
| Strecke |                      | von Bamberg                                    | von Bamberg                    |
| Bahnhof | 0,000                | Hochstadt-Marktzeuln                           | 274 m                          |
| Verschwenkung von links · Verschwenkung von rechts |                      |                                                |                                |
| Brücke über Wasserlauf · Brücke über Wasserlauf |                      | Main                                           | Main                           |
| Abzweig ehemals geradeaus und nach rechts · Strecke |                      | nach Hof Hbf                                   | nach Hof Hbf                   |
| Verschwenkung nach links (Strecke außer Betrieb) · Verschwenkung nach rechts |                      | Neutrassierung 1905                            | Neutrassierung 1905            |
| Haltepunkt / Haltestelle | 3,501                | Redwitz (Rodach)                               | Redwitz (Rodach)               |
| ehemaliger Haltepunkt / Haltestelle | 7,240                | Oberlangenstadt                                | Oberlangenstadt                |
| Haltepunkt / Haltestelle | 9,018                | Küps                                           | Küps                           |
| Blockstelle | 11,771               | Kronach Müll (Awanst)                          | Kronach Müll (Awanst)          |
| Abzweig geradeaus und ehemals von rechts |                      | von Weißenbrunn                                | von Weißenbrunn                |
| Haltepunkt / Haltestelle | 12,700               | Neuses (b Kronach) (früher Bf)                 | Neuses (b Kronach) (früher Bf) |
| Abzweig geradeaus und ehemals von rechts |                      | von Nordhalben                                 | von Nordhalben                 |
| Bahnhof | 15,447               | Kronach                                        | 305 m                          |
| Haltepunkt / Haltestelle | 20,285               | Gundelsdorf                                    | Gundelsdorf                    |
| Abzweig geradeaus und ehemals von links |                      | von Sonneberg                                  | von Sonneberg                  |
| Haltepunkt / Haltestelle | 23,630               | Stockheim (Oberfr) (früher Bf)                 | 343 m                          |
| ehemalige Blockstelle | 26,200               | Neukenroth (Bk)                                | Neukenroth (Bk)                |
| Abzweig geradeaus und ehemals von links |                      | von Tettau                                     | von Tettau                     |
| Bahnhof | 29,191               | Pressig-Rothenkirchen (bis 1939 Rothenkirchen) | 376 m                          |
| ehemalige Blockstelle | 32,100               | Hessenmühle (Bk)                               | Hessenmühle (Bk)               |
| Haltepunkt / Haltestelle | 35,038               | Förtschendorf                                  | 456 m                          |
| ehemalige Blockstelle | 37,200               | Kohlmühle (Bk)                                 | Kohlmühle (Bk)                 |
| ehemalige Blockstelle | 39,100               | Bastelsmühle (Bk)                              | Bastelsmühle (Bk)              |
| Bahnhof | 41,433               | Steinbach am Wald                              | 593 m                          |
| ehemalige Blockstelle | 44,220               | Leinenmühle (Bk)                               | Leinenmühle (Bk)               |
| Abzweig geradeaus und ehemals von rechts |                      | von Lehesten                                   | von Lehesten                   |
| Brücke |                      | Trogenbachbrücke (200 m)                       | Trogenbachbrücke (200 m)       |
| Bahnhof | 47,608               | Ludwigsstadt                                   | 457 m                          |
| Brücke |                      | Taugwitztalbrücke (56 m)                       | Taugwitztalbrücke (56 m)       |
| ehemaliger Haltepunkt / Haltestelle | 50,560               | Lauenstein (Oberfr)                            | 410 m                          |
| ehemaliger Haltepunkt / Haltestelle | 52,800               | Falkenstein (Oberfr)                           | 375 m                          |
| Grenze |                      | Landesgrenze Bayern/Thüringen                  | Landesgrenze Bayern/Thüringen  |
| Wechsel des Eisenbahninfrastrukturunternehmens | 52,940               | Probstzella Streckenwechsel                    | Probstzella Streckenwechsel    |
| Strecke |                      | nach Leipzig-Leutzsch                          | nach Leipzig-Leutzsch          |
| |                      |                                                |                                |
| Quellen: |                      |                                                |                                |

Die Bahnstrecke Hochstadt-Marktzeuln–Probstzella, auch Frankenwaldbahn, ist eine zweigleisige, elektrifizierte Hauptbahn in Bayern und Thüringen. Sie verläuft von Hochstadt-Marktzeuln bei Lichtenfels über den Kamm des Frankenwaldes bei Steinbach am Wald bis zur thüringischen Landesgrenze bei Ludwigsstadt, wo sie in die Bahnstrecke Leipzig–Probstzella übergeht. Die Strecke ist Teil der überregionalen Hauptverbindung von Berlin über Leipzig/Halle und Nürnberg nach München.

## Geschichte

### Hochstadt-Stockheimer Eisenbahn
Ab 1841 gab es Bemühungen der Betreiber der Steinkohlezechen in Stockheim um einen Anschluss an das bereits bestehende bayerische Eisenbahnnetz. Die Ludwig-Süd-Nord-Bahn, die 1846 Hochstadt am Main erreicht hatte, wurde mit der Bahnstrecke Bamberg–Hof stattdessen jedoch über Kulmbach und Neuenmarkt nach Hof fortgeführt. Ein weiterer Vorstoß der Stockheimer Zechenbetreiber erfolgte im Oktober 1853, als Joseph Freiherr von Swaine – wiederum vergeblich – den Bau einer privaten Pferdebahn von Hochstadt nach Stockheim vorschlug. Die Stadt Kronach hatte bereits im April 1853 beim bayerischen König Maximilian II. ebenfalls erfolglos die Bewilligung zum Bau einer Pachtbahn von Hochstadt nach Gundelsdorf erbeten.
Am 4. Dezember 1859 wurde zwischen den königlichen Verkehrsanstalten, der königlichen Bankdirektion, der Stadt Kronach und Theodor Freiherr von Cramer-Klett, der 1,2 Millionen Gulden in das Projekt investierte, schließlich eine Vereinbarung über den Bau einer Pachtbahn von Hochstadt nach Stockheim geschlossen. Die offizielle Genehmigung für die Bahnlinie wurde am 27. März 1860 erteilt.
Am 15. Dezember 1860 fuhr der erste Personenzug in Kronach ein, offiziell eingeweiht wurde die Strecke zwischen Hochstadt und Gundelsdorf am 20. Februar 1861. Die Fortführung der Bahnlinie nach Stockheim verzögerte sich jedoch, da sich der Freiherr von Würtzburg erfolgreich weigerte, seine für den Bau benötigten Besitzungen nördlich von Gundelsdorf zu verkaufen. Die Trasse wurde deshalb auf Haßlacher Flur verlegt, was zu einem langwierigen Enteignungsverfahren der betroffenen Grundstücksbesitzer führte. Der Vertrag über die Fortführung der Strecke nach Stockheim kam schließlich im April 1862 zustande. Nachdem bereits am 10. Januar 1863 erste Probefahrten stattgefunden hatten, wurde die Gesamtstrecke von Hochstadt nach Stockheim schließlich am 1. März 1863 feierlich eröffnet. Der Streckenabschnitt ging nach Ablauf der vereinbarten Pachtdauer von 56 Jahren im Jahr 1918 in das Eigentum der Königlich Bayerischen Staatseisenbahnen über.

### Anschluss nach Norden (Loquitztalbahn)
Für den Lückenschluss zwischen dem bayerischen und dem preußischen Eisenbahnnetz gab es zunächst zwei konkurrierende Varianten. Ab 1862 hatten sich in Kronach, Ludwigsstadt und Nordhalben Vereinigungen zur Förderung des Bahnbaus gegründet. Erstere favorisierten die Fortführung der Bahnlinie nach Norden im Tal der Haßlach über Rothenkirchen, Steinbach am Wald, Ludwigsstadt und Probstzella nach Saalfeld, das Eisenbahnbaukomitee in Nordhalben setzte sich für die Streckenführung von Kronach durch das Rodachtal nach Nordhalben und von dort über Bad Lobenstein und Eichicht nach Saalfeld ein. Die Staatsregierung in München lehnte die Streckenführung durch das Haßlachtal ab und erteilte am 15. Dezember 1872 der Saale-Main-Eisenbahngesellschaft mit Sitz in Hof die Konzession für den Bahnbau über Nordhalben. Das Projekt scheiterte jedoch, da es der Gesellschaft nicht gelang, die benötigten Geldmittel in Höhe von 13 Millionen Thalern aufzubringen.
Nach der Auflösung der Saale-Main-Eisenbahngesellschaft entschloss sich die Staatsregierung 1879 stattdessen für die Fortführung der Eisenbahnlinie von Stockheim über Ludwigsstadt zum Anschluss an das Netz der preußischen Staatsbahnen auf Staatskosten. Für die Realisierung des Projekts wurden Geldmittel in Höhe von 11,5 Millionen Mark genehmigt. Am 21. Januar 1882 wurde zwischen dem Königreich Bayern, dem Königreich Preußen, dem Herzogtum Sachsen-Meiningen und dem Fürstentum Schwarzburg-Rudolstadt ein Vertrag für den Bau einer Hauptbahn von Stockheim über Ludwigsstadt nach Eichicht mit Anbindung an die bestehenden Strecken geschlossen.
Für die Überwindung des Höhenzuges bei Steinbach am Wald wurden drei verschiedene Varianten diskutiert. Die erste Variante sah den Bau eines Tunnels vor, der bei Förtschendorf in den Berg einmünden und bei Falkenstein wieder ausmünden sollte. Dieser Plan wurde aufgrund der hohen Baukosten von vier Millionen Mark sowie befürchteter Wassereinbrüche und Erdverschiebungen verworfen. Die zweite Streckenvariante sah die Untertunnelung des Rennsteigs zwischen Steinbach am Wald und Haßlach und die anschließende Fortführung der Trasse durch den Lehengrund bei Steinbach und am rechtsseitigen Talhang von Ludwigsstadt nach Lauenstein vor, was jedoch am schwierigen Gelände scheiterte. Die dritte Variante, die vom königlichen Eisenbahnbau-Ingenieur Schrenk erarbeitet wurde, stellt die letztlich realisierte Streckenführung dar. Die tatsächlichen Baukosten für die gesamte Bahnstrecke von Stockheim bis zur Landesgrenze beliefen sich auf 6.085.082 Mark.
Die Strecken Stockheim – Ludwigsstadt und Eichicht – Probstzella wurden am 8. August 1885 in Betrieb genommen, der Lückenschluss zwischen Ludwigsstadt und Probstzella folgte am 1. Oktober 1885. Den kurzen Abschnitt zwischen der Ländergrenze bei Falkenstein (Oberfr) und Probstzella pachteten und unterhielten die Königlich Bayerischen Staats-Eisenbahnen.
Anfangs war der Bahnhof Probstzella Übergangspunkt und Grenzbahnhof zwischen den Königlich Bayerischen Staats-Eisenbahnen und den Preußischen Staatseisenbahnen. Dort fand der Lokwechsel zwischen preußischen und bayerischen Maschinen und in den Umladehallen die Güterabfertigung statt. Die Reisenden mussten zunächst in Züge der jeweils anderen Bahnverwaltung umsteigen, erste durchgehende Züge – in Form von Schnellzügen zwischen Berlin und München – gab es erst ab 1897.
Die Strecke hatte ursprünglich nur ein Gleis, jedoch war das Planum für einen zweigleisigen Ausbau angelegt. Der betriebliche Ablauf mit Zugteilungen und vielen Lokleerfahrten der Schiebelokomotiven auf der Steilstrecke erzwang die Verlegung des zweiten Streckengleises. So konnte bereits am 22. November 1890 der zweigleisige Betrieb auf den Steilrampen zwischen Rothenkirchen und Probstzella aufgenommen werden.
Nach einem entsprechenden Beschluss des Landtags in Bayern vom 17. Oktober 1901 wurde 1903 mit dem zweigleisigen Ausbau der gesamten Frankenwaldbahn begonnen. Dazu wurde die Strecke zwischen Hochstadt-Marktzeuln und Redwitz neu trassiert: Der neu gebaute Abschnitt war von Beginn an zweigleisig, während die eingleisige Horber Kurve stillgelegt wurde. Bereits am 1. Mai 1905 konnte auf der Strecke von Hochstadt bis Rothenkirchen das zweite Streckengleis benutzt werden. Die an die Frankenwaldbahn anschließende Strecke zwischen Probstzella und Saalfeld wurde am 1. Mai 1914 fertiggestellt. 1920 wurde die Lokstation Rothenkirchen der Betriebswerkstätte Lichtenfels, die ursprünglich nur Güterzuglokomotiven für den Verschub vorhielt, zu einem selbstständigen Bahnbetriebswerk heraufgestuft.
Die Verbindung zwischen Lichtenfels und Saalfeld wurde zusammen mit der anschließenden Saalbahn eine der wichtigsten Nord-Süd-Strecken Deutschlands. Ab 1923 verkehrte mit dem FD 79/80 zwischen Berlin und München einer der ersten beiden Fernschnellzüge (FD) der Deutschen Reichsbahn über die Frankenwaldbahn. Zwischen 1936 und 1939 verkehrten auf ihr unter anderem die Triebwagen der DR-Baureihe 137 149 bis 152 als Fernschnelltriebwagen (FDt), die Berlin mit München und Stuttgart verbanden und nach München mit einer Fahrzeit von sechs Stunden und 40 Minuten erst 70 Jahre später von den Intercity-Express-Zügen unterboten wurden.

### Elektrifizierung
Nach Variantenuntersuchungen bezüglich der zu elektrifizierenden Strecke im Jahr 1934 wurden 1935 die Planungsarbeiten für den Abschnitt Nürnberg – Halle/Leipzig abgeschlossen und im gleichen Jahr mit den Umbauarbeiten begonnen. Am 13. Mai 1939 zog eine Lokomotive der extra für diese Strecke entwickelte Baureihe E 19 den Eröffnungszug von Nürnberg nach Saalfeld, 1942 reichte der Fahrdraht schließlich bis Leipzig. Das Bahnbetriebswerk Pressig-Rothenkirchen erhielt am 18. September 1940 mit der E 94 012 erstmals eine elektrische Lokomotive für den Einsatz auf der Frankenwaldbahn, in Probstzella wurden die ersten E 94 ein Jahr später stationiert.

### Deutsche Teilung

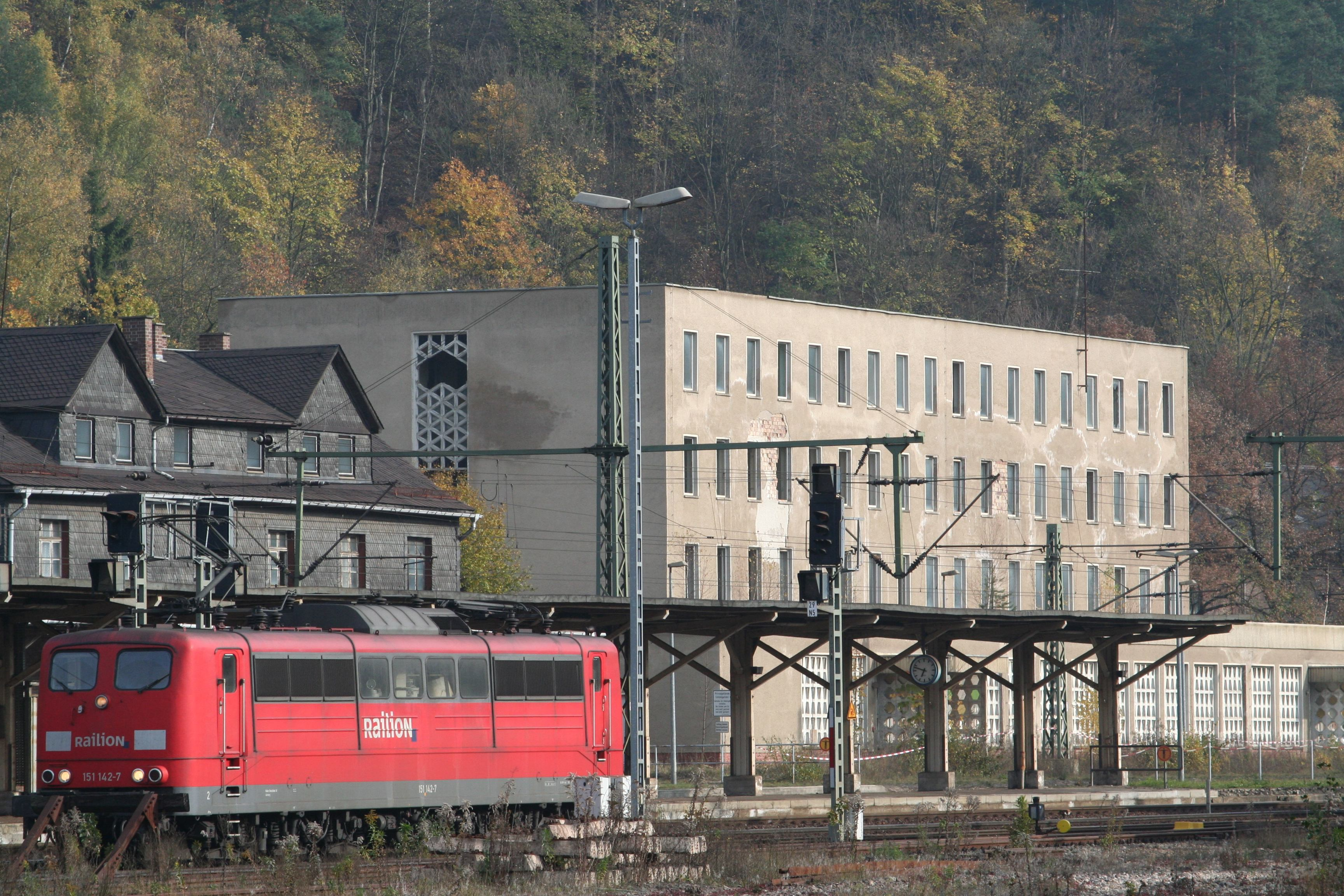
Gebäude der ehemaligen Grenzkontrollstelle in Probstzella vor dem Abriss im Dezember 2008

Während der deutschen Teilung verlor die Strecke weitgehend an Bedeutung. Die Reichsbahndirektion Erfurt übernahm 1945 von der Reichsbahndirektion Nürnberg den 1,3 Kilometer langen Abschnitt zwischen dem südlichen Einfahrsignal von Probstzella und der Zonengrenze. Auf der gesamten nördlichen Anschlussstrecke in der Sowjetischen Besatzungszone wurden 1946 das zweite Gleis und die Ausrüstungen für den elektrischen Eisenbahnbetrieb als Reparationsleistung abgebaut. Den 1,7 Kilometer langen Abschnitt zwischen Probstzella und der innerdeutschen Grenze elektrifizierte die Reichsbahndirektion Erfurt Anfang 1950 erneut, sodass über die Rampen wieder ein durchgehender elektrischer Zugbetrieb möglich war. Die Eisenbahndirektion Nürnberg stellte das erforderliche Material zur Verfügung. Die Strecke war fortan die einzige grenzüberschreitende elektrifizierte Eisenbahnverbindung zwischen der Bundesrepublik und der DDR.
Bis 1949 erfolgte zwischen Hochstadt-Marktzeuln und Förtschendorf sowie Ludwigsstadt und Blockstelle Falkenstein (Oberfr) der Abbau des zweiten Streckengleises. 1965 wurden die Haltepunkte in Lauenstein (Oberfr) und Falkenstein (Oberfr) aufgelassen und am 1. September 1968 das Bahnbetriebswerk Pressig-Rothenkirchen aufgelöst. Als einzige Personenzüge überquerten die langlaufenden Interzonenzüge und die Transitzüge nach Berlin die Grenze. Nach 1972 wurde zusätzlich ein kleiner Grenzverkehr eingerichtet. Die Grenzkontrollen fanden in Ludwigsstadt und Probstzella statt.

### Entwicklung seit 1990
Nach der Deutschen Wiedervereinigung wurde die Strecke wieder durchgehend zweigleisig ausgebaut. Die Vergrößerung des Regelgleisabstandes von früher 3,5 auf 4 Meter machte diese Arbeiten insbesondere in den engen Tälern aufwändig. Außerdem wurde die Trasse für den Einsatz von aktiver Neigetechnik ertüchtigt und die Fahrzeit damit um zirka 20 Minuten verkürzt. 1992 wurde der Haltepunkt in Oberlangenstadt aufgelassen. Am 1. April 1993 wurde die Oberleitung zwischen Förtschendorf und Pressig-Rothenkirchen unter Spannung gesetzt. Am 3. Mai 1993 folgte der weitere Abschnitt bis Stockheim. Zum 19. Mai 1993 wurde der Abschnitt zwischen Kronach und Küps unter Spannung gesetzt.
Im Personenfernverkehr verkehrten seit dem Jahr 2000 ICE-Züge von München nach Berlin, anfangs im Zweistundentakt, seit Dezember 2000 im Stundentakt. Zwischen Steinbach am Wald und der Landesgrenze Bayern/Thüringen, genauer zwischen Kilometer 40,7 und 52,9, kann die Strecke aufgrund zahlreicher enger Bögen nur mit 70 km/h befahren werden, mit Neigetechnik abschnittsweise mit 80 bis 110 km/h. Weitere bauliche Maßnahmen zur Erhöhung der Streckengeschwindigkeit wurden nicht vorgesehen, da der Fernverkehr ab Ende 2017 überwiegend auf die Schnellfahrstrecke Nürnberg–Erfurt verlagert wurde.
Mitte 2001 wurde das IC-Zugpaar 812/813 (Berlin – München), das die Strecke freitags und samstags befuhr, eingestellt.

### Unfälle

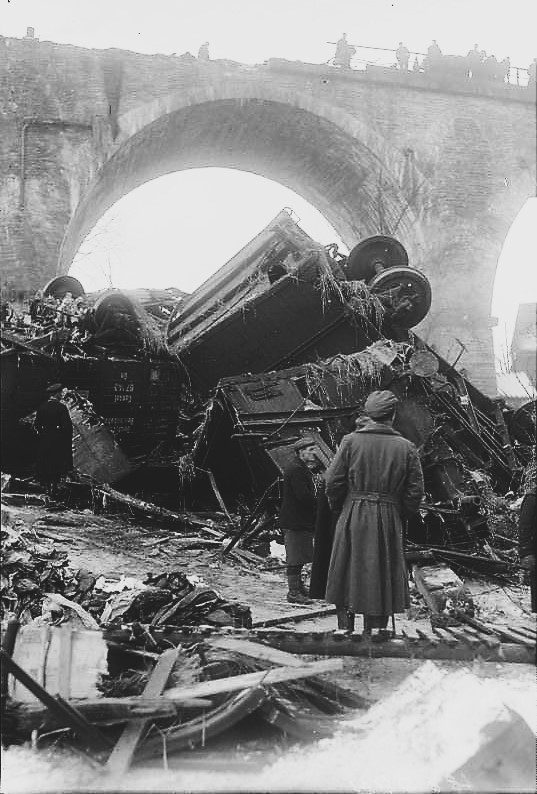
Unfall 1924

- In der Nacht des 10. April 1898 ereignete sich auf der damals nur eingleisigen Strecke ein schweres Zugunglück: Gegen 0:30 Uhr kollidierte ein aus Richtung Probstzella kommender Güterzug im Bahnhof Stockheim nach Überfahren eines Haltesignals mit einem aus Kronach kommenden, nicht mit Reisenden besetzten Personenzug. Bei dem Unglück wurden die beiden Lokomotivführer schwer verletzt, das restliche Zugpersonal erlitt leichtere Verletzungen. Der aus Rothenkirchen stammende Lokomotivführer des Güterzuges verstarb im August 1898 an den Folgen seiner Verletzungen.[19]
- Beim Eisenbahnunfall von Ludwigsstadt entgleiste am 18. Februar 1924 ein Güterzug aufgrund überhöhter Geschwindigkeit nach Bremsversagen in einer Baustelle und stürzte von der Trogenbachbrücke auf Wohnbebauung. Zwei Menschen starben, vier weitere wurden verletzt.
- Am 23. September 1983 kurz nach 3 Uhr nachts passierte beim Transitzug Berlin–München zwischen der Grenze und Ludwigsstadt eine Zugtrennung. Die Reisenden der hinteren zehn Wagen mussten auf freier Strecke in die vorderen drei Wagen umsteigen und konnten mit diesen nach ca. anderthalb Stunden die Fahrt fortsetzen. Die anderen Wagen wurden gegen 6 Uhr von einem Werkstattzug nach Ludwigsstadt abgeschleppt und später mit zwei anderen Loks leer nach Nürnberg überführt[20].
- Am Morgen des 9. Februar 1995 stieß ein Nahverkehrszug von Probstzella nach Lichtenfels südlich des Bahnhofes Pressig-Rothenkirchen mit sechs Güterwagen zusammen, die ein Güterzug verloren hatte. Dabei wurden sieben Personen verletzt.[21]
- In der Nacht des 6. Juni 2008 prallte ein Nachtzug von Wien nach Berlin nördlich von Förtschendorf mit einem auf die Schienen geratenen Traktor zusammen. Der Traktorfahrer wurde dabei schwer verletzt, im Zug kam niemand zu Schaden. Die Strecke war danach für mehrere Stunden gesperrt.[22]
- Am Nachmittag des 12. Dezember 2009 kam es zu einem Chemieunfall im Bahnhof Kronach. Aus fünf abgestellten Güterwagen trat eine giftige Flüssigkeit aus. Die Strecke blieb für mehrere Stunden nur eingleisig und mit verringerter Geschwindigkeit befahrbar. Verletzt wurde niemand.[23]
- Am frühen Morgen des 8. November 2014 wurde ein auf dem Gleisbett eines beschrankten Bahnübergangs in Neukenroth liegengebliebenes Auto von einem Güterzug erfasst. Verletzt wurde hierbei niemand. Die Bahnstrecke war aufgrund der Bergungsarbeiten für mehrere Stunden gesperrt.[24][25]
- Am späten Abend des 18. Oktobers 2024 erfasste ein aus Richtung Stockheim kommender Zug an demselben Bahnübergang in Neukenroth einen Pkw, der sich auf dem Gleisbett festgefahren hatte. Die Insassen des Fahrzeugs blieben unverletzt, die Bahnstrecke war wegen der Bergungsarbeiten rund zweieinhalb Stunden gesperrt.[26][27]

## Streckenbeschreibung

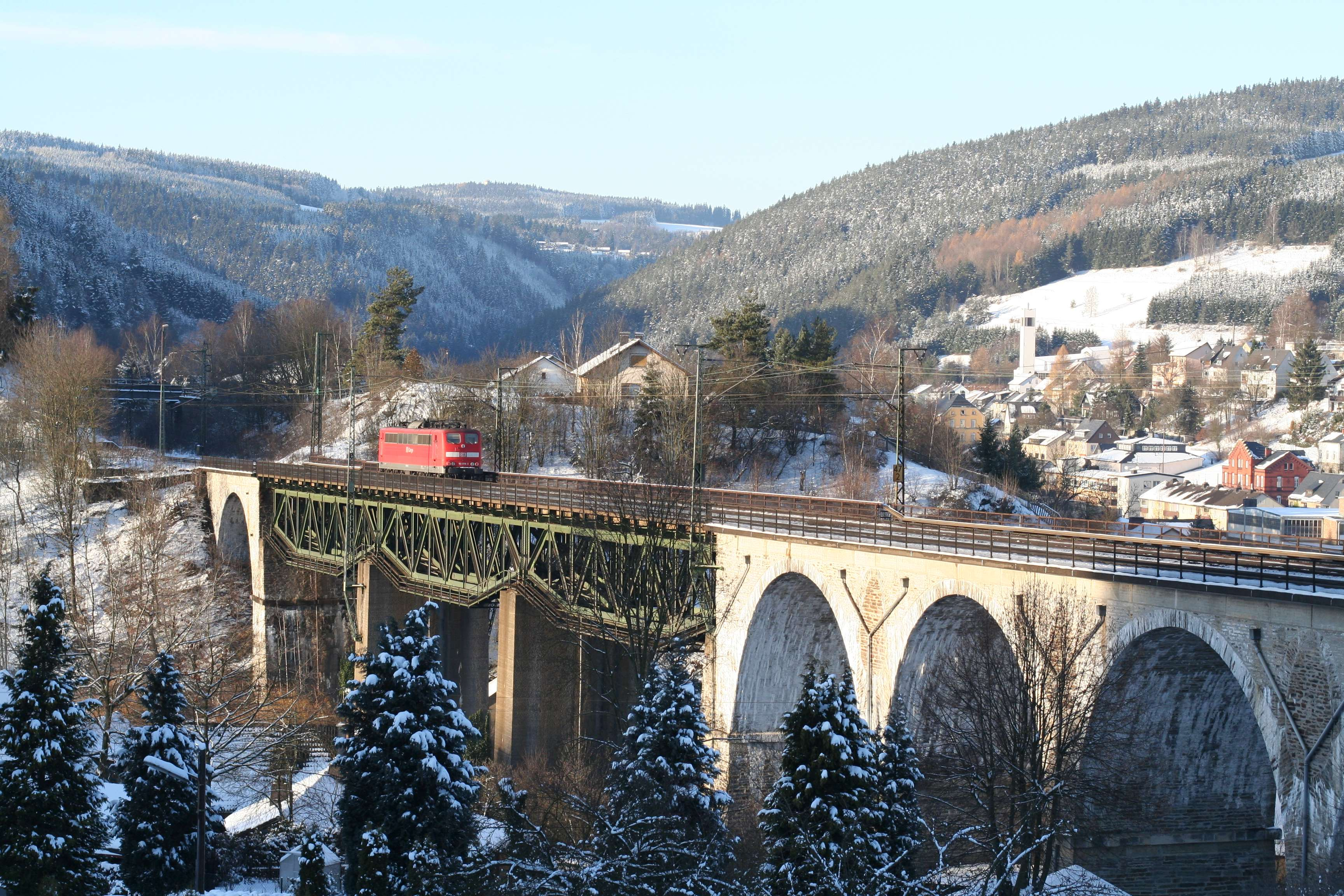
Die Trogenbachbrücke in Ludwigsstadt mit Schiebelokomotive der Baureihe 151 auf dem Rückweg nach Probstzella

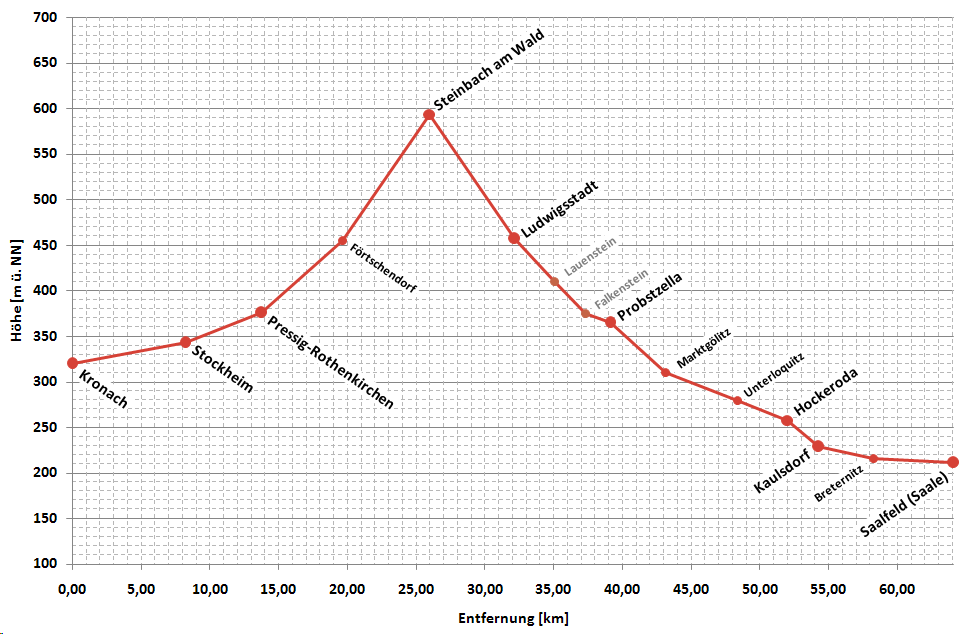
Vereinfachtes Höhenprofil des Streckenabschnitts Kronach – Saalfeld

Die Frankenwaldbahn zweigt in Hochstadt-Marktzeuln von der Ludwig-Süd-Nord-Bahn ab, die von Bamberg über Lichtenfels bis Kulmbach durch das Maintal führt. Ursprünglich zweigte die Strecke östlich des Mains und führte in einem engen Gleisbogen um Horb am Main und weiter nach Norden nach Redwitz (Rodach). Seit 1905 führt die Frankenwaldbahn über eine eigene Mainbrücke und einen Damm auf direkterem Weg nach Redwitz. Im weiteren Verlauf folgt die Strecke dem Rodachtal bis Kronach. Ab dort wechselt sie in das Tal der Haßlach und folgt diesem ab Pressig immer enger und steiler werdenden Tal bis zur Wasserscheide zwischen Rhein und Elbe in Steinbach am Wald. Dort wird der Scheitelpunkt der Strecke mit 594,54 m ü. NN erreicht und der Rennsteig in einem Einschnitt unterquert.

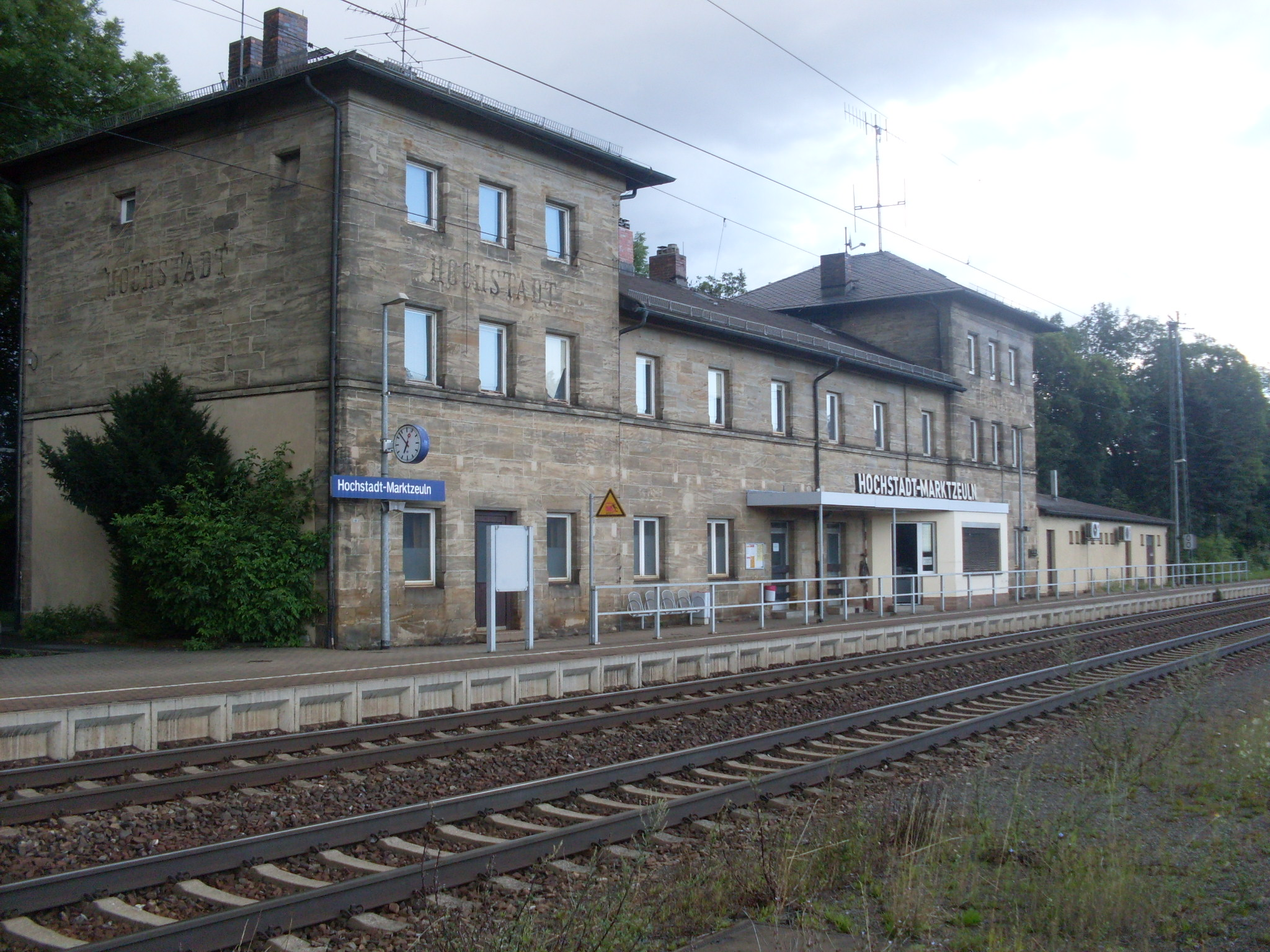
Bahnhof Hochstadt-Marktzeuln, Ausgangspunkt der Frankenwaldbahn
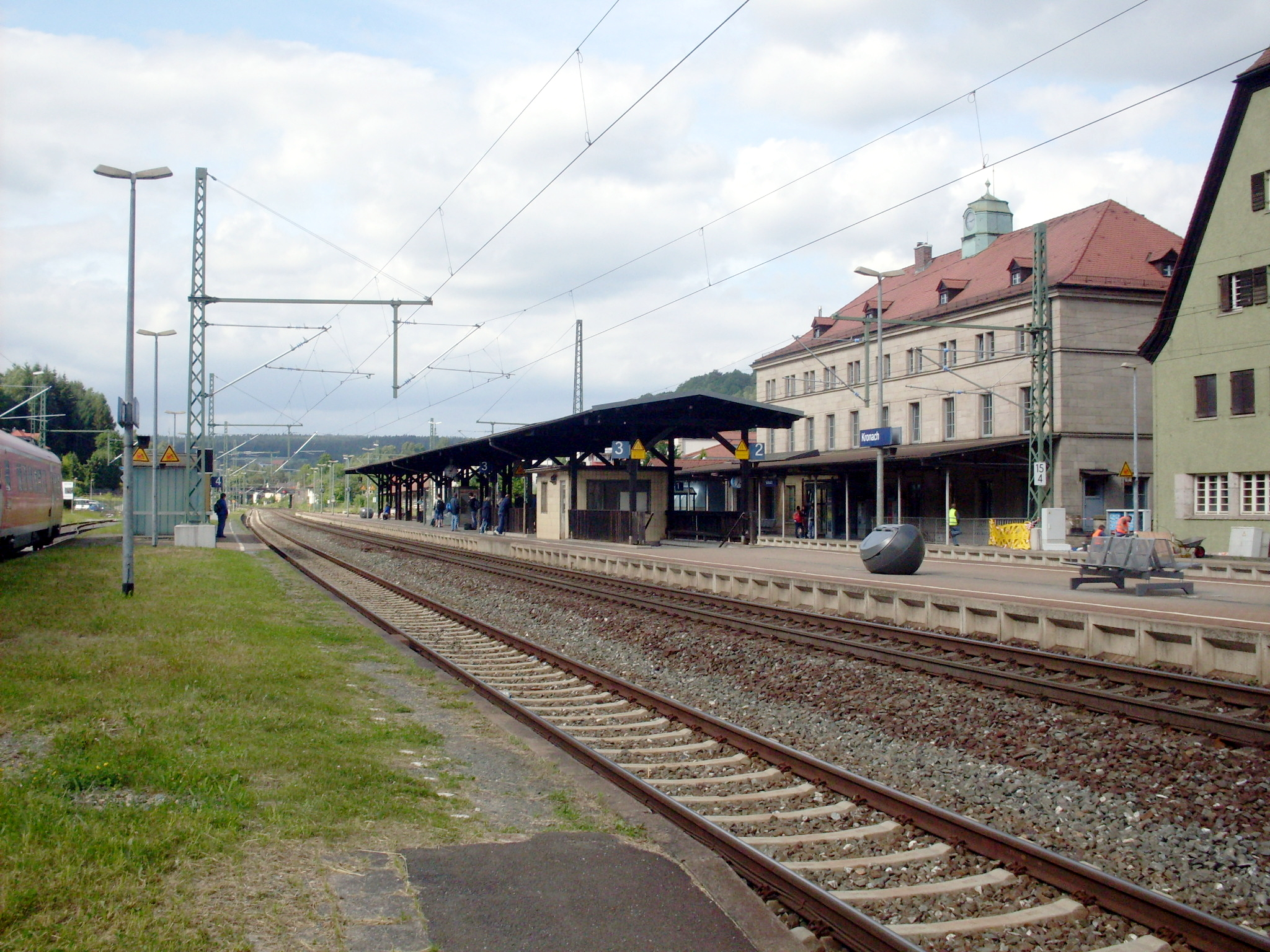
Bahnhof Kronach bei Kilometer 15,44
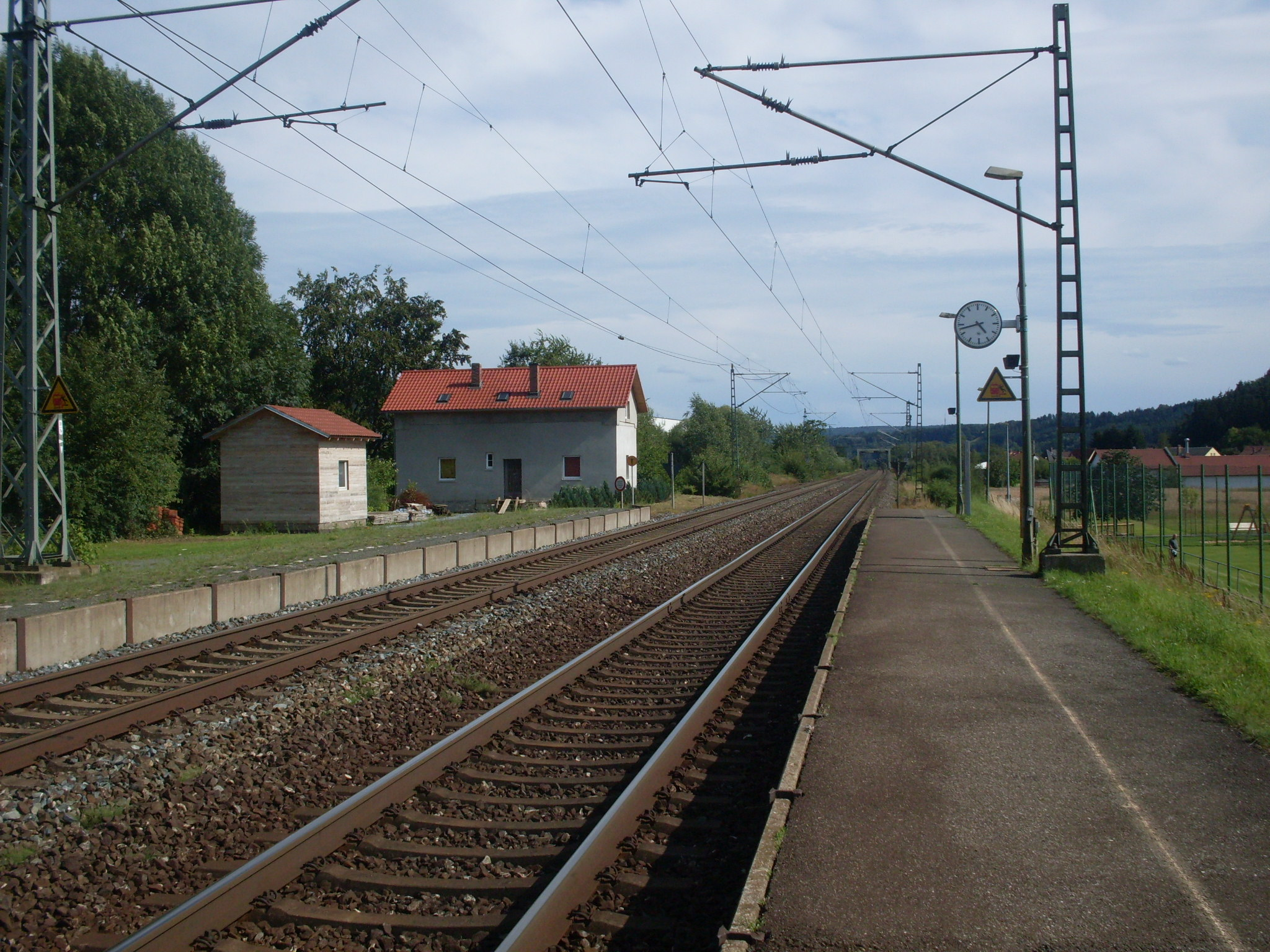
Haltepunkt Gundelsdorf
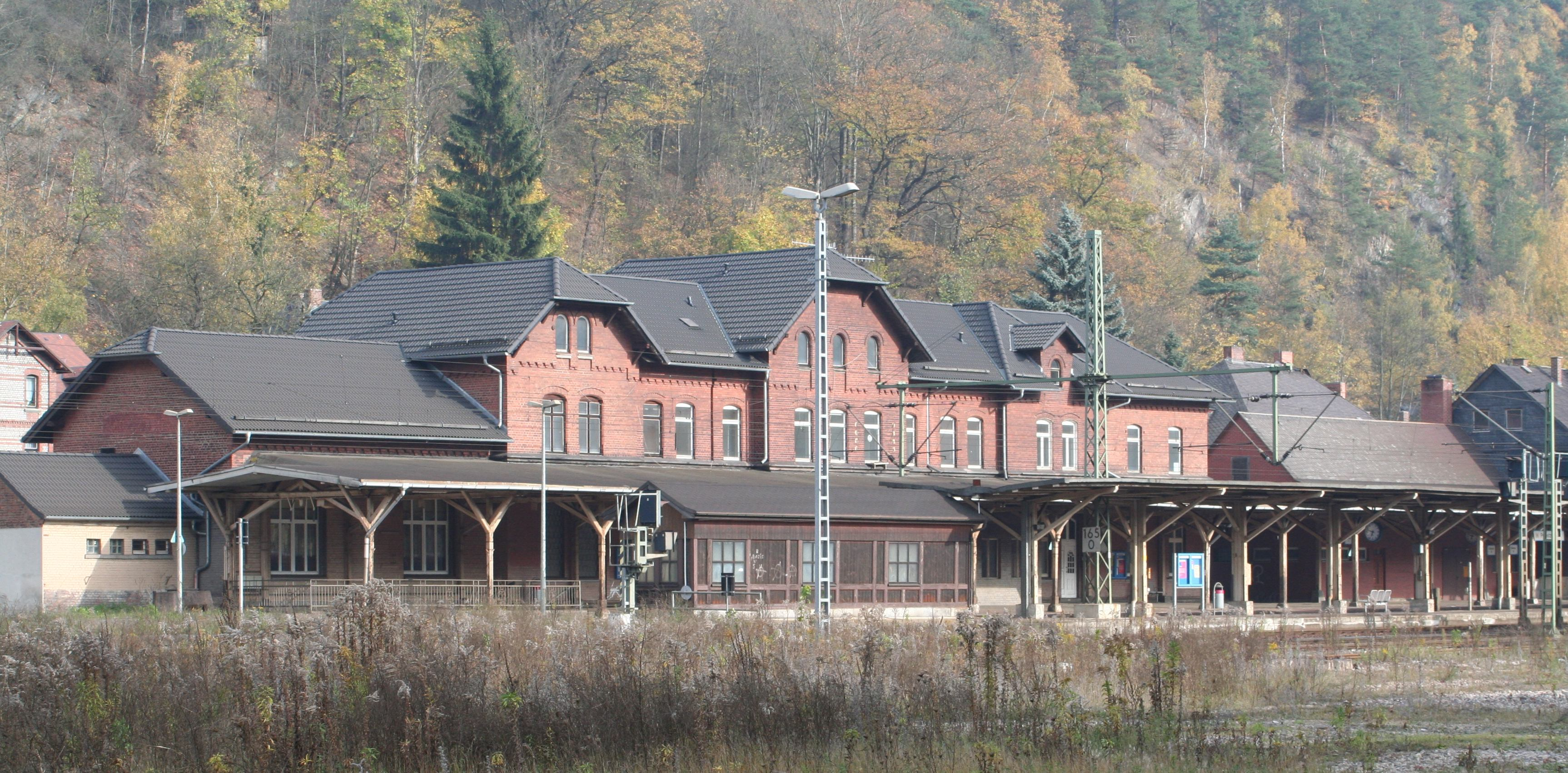
Bahnhof Probstzella

Auf der linken Talseite beginnt sofort der Abstieg nach Ludwigsstadt, wo die Loquitz erreicht und das Trogenbachviadukt überfahren wird. Nach dem ehemaligen Haltepunkt Lauenstein (Oberfr) durchquert die Bahnstrecke auf der linken Seite des engen Flusstales die Ausläufer des Thüringer Schiefergebirges bis Probstzella. An der Landesgrenze zwischen Bayern und Thüringen wechselt die Streckennummer und enden die Kilometrierungen der Frankenwaldbahn sowie der weiterführenden Strecke nach Saalfeld. Parallel zur Bahnstrecke verläuft von Lichtenfels bis Kronach die Bundesstraße 173 und von Kronach bis Probstzella die Bundesstraße 85.

## Zugverkehr

### Fernverkehr
Bis zur Eröffnung der Schnellfahrstrecke Nürnberg–Erfurt zum Fahrplanwechsel im Dezember 2017 gab es regelmäßigen, mindestens zweistündlichen ICE-Verkehr von München nach Berlin über die Frankenwaldbahn. Danach verkehrte nur noch ein IC-Zugpaar von Leipzig nach Karlsruhe mit Halt in Kronach, sowie nachts ein Zugpaar von / nach Warnemünde bzw. Wien. Im Dezember 2023 wurde wieder eine zweistündliche IC-Verbindung eingerichtet.

### Nahverkehr
Seit Dezember 2023 werden stündlich Regional-Express-Züge auf der Relation Nürnberg – Lichtenfels – Saalfeld eingesetzt, die zwischen Kronach und Saalfeld überall halten. Das Angebot wird durch eine Regionalbahn im Stundentakt von Bamberg nach Kronach ergänzt.
Mit der Fahrplanumstellung im Dezember 2023 wurden die bis dahin eingesetzten Triebzüge der Baureihe 442 durch vierteilige Siemens Desiro HC ersetzt.

### Güterverkehr

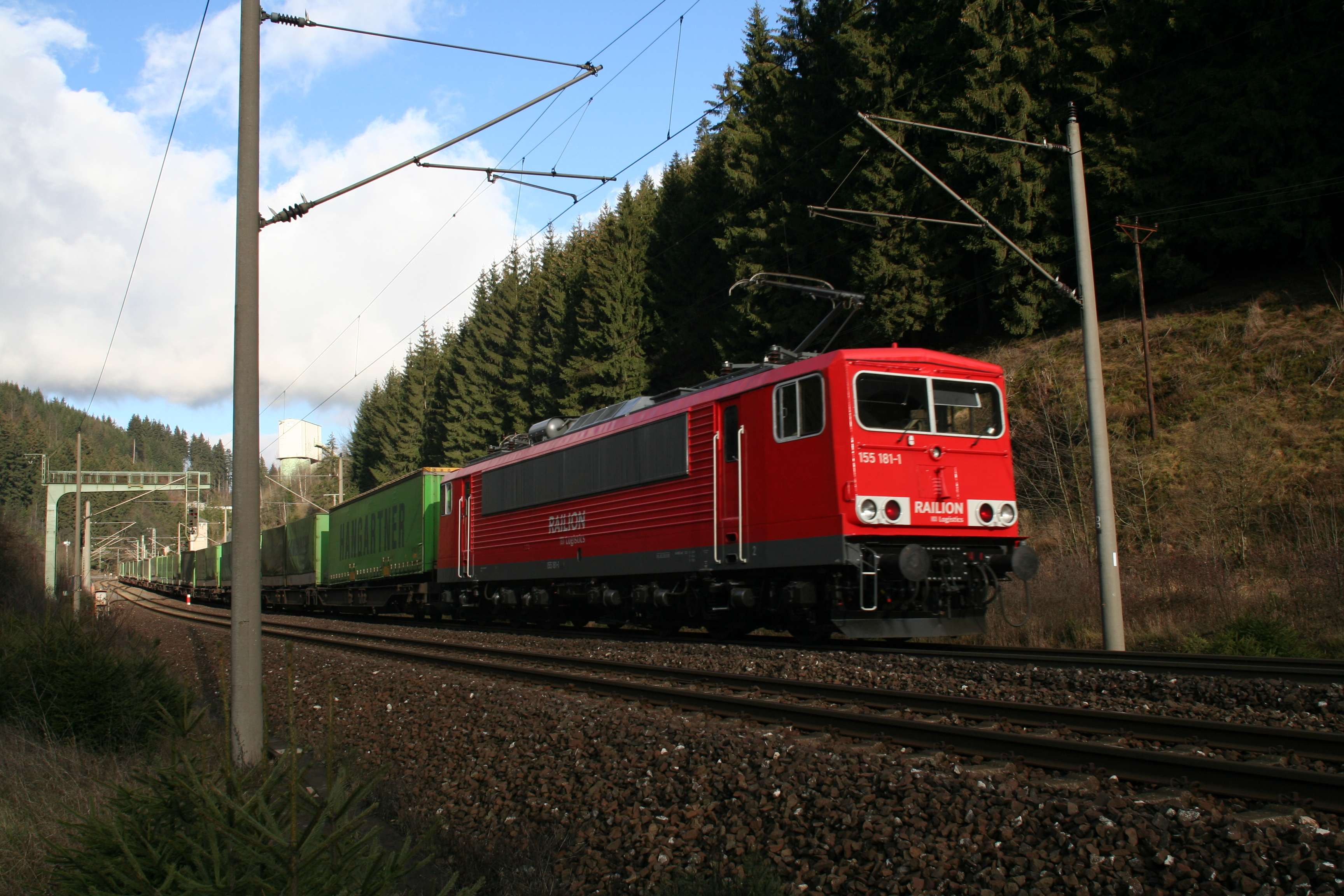
Lok der Baureihe 155 als Schiebelokomotive an einem Güterzug bei Förtschendorf

Als Schiebelokomotiven für Güterzüge zwischen Pressig-Rothenkirchen und Probstzella kamen meist Lokomotiven der Baureihe 151, gelegentlich aber auch der Reihe 152 zum Einsatz. Mittlerweile werden für den Schiebedienst fast ausschließlich Lokomotiven der Baureihe 185 eingesetzt. Als Hauptvorspann im Güterverkehr kommen neben vielen Lokomotiven von privaten Eisenbahnunternehmen am häufigsten Lokomotiven der Reihe 152, aber auch die Baureihen 151, 155, 185, 189 und 193 zum Einsatz. Für Übergabefahrten werden Diesellokomotiven der Reihe 294 eingesetzt.
Linienbedienung im Fahrplanjahr 2024:
| Zuggattung | Strecke                                               | Takt            |
| ---------- | ----------------------------------------------------- | --------------- |
| IC         | Leipzig – Bamberg – Nürnberg – Stuttgart – Karlsruhe  | Zweistundentakt |
| RE         | Saalfeld – Kronach – Lichtenfels – Bamberg – Nürnberg | Stundentakt     |
| RB         | Kronach – Lichtenfels – Bamberg                       | Stundentakt     |

## Zugverkehr vor 2018

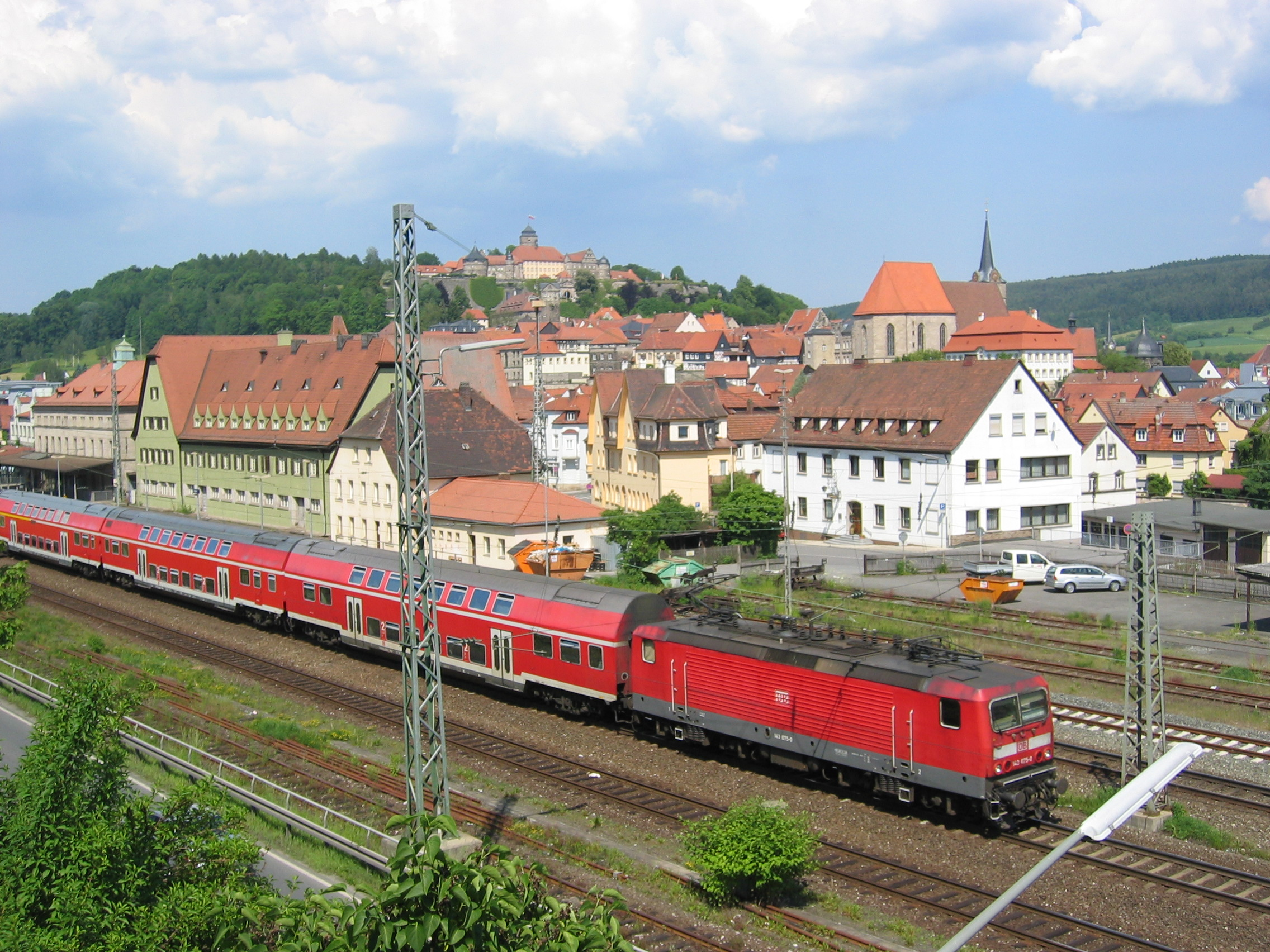
Lok der Baureihe 143 mit Doppelstockwagen als Regionalbahn Naumburg – Lichtenfels in Kronach

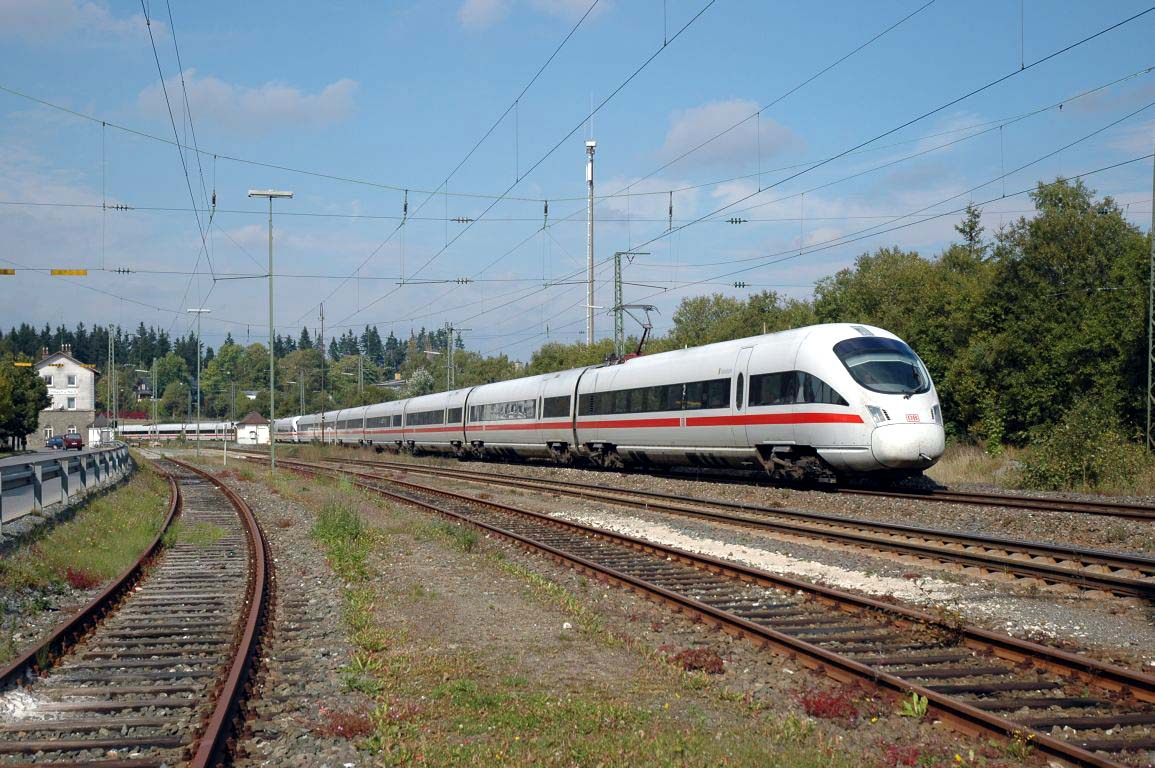
ICE T in Richtung München am Scheitelpunkt der Frankenwaldbahn in Steinbach am Wald

Im Fernverkehr verkehrten bis Dezember 2017 ICE T (Baureihe 411) ungefähr stündlich als ICE-Züge der Linie München – Nürnberg – Halle/Leipzig – Berlin (– Hamburg), wobei nur jedes zweite, über Leipzig verkehrende Zugpaar in Lichtenfels und Saalfeld hielt. Bis zum Fahrplanwechsel 2007 verkehrten auf der Strecke täglich InterCity- sowie bis 2002 Interregio-Züge, die in Lichtenfels, Kronach und Saalfeld hielten. Seit Dezember 2010 verkehrte jedoch wieder ein Intercity-Zugpaar, das in die Taktlage eines ICE-Zugpaares gelegt wurde und im Sandwich-Verbund mit Lokomotiven der Reihe 101 bespannt wird.

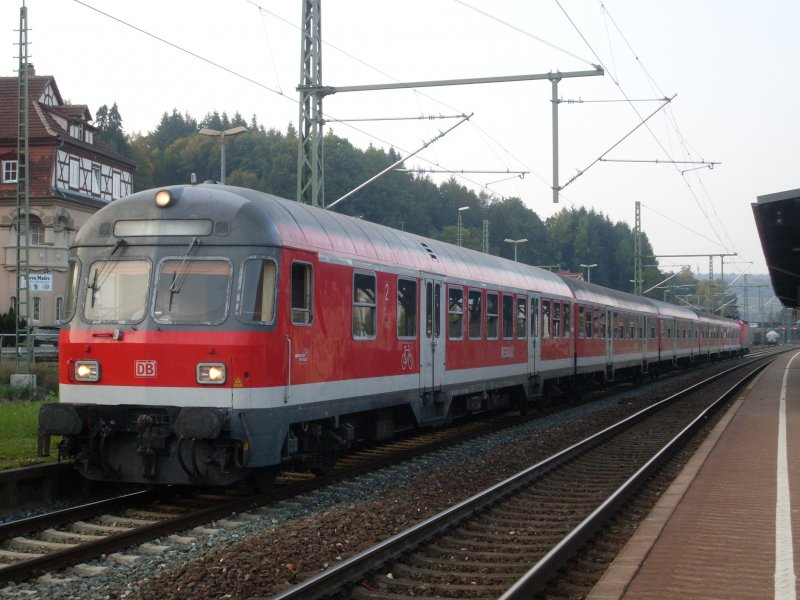
Regionalbahn von Kronach nach Lichtenfels in Kronach, bestehend aus Lok der BR 143 und n-Wagen

Auf der Strecke verkehrten bis zum Fahrplanwechsel im Dezember 2011 im Zweistundentakt Regional-Express-Züge der Relation Hof – Saalfeld. Zwischen Lichtenfels und Kronach verkehrten stündlich jeweils abwechselnd Regionalbahnen der Relationen (Nürnberg –) Lichtenfels – Kronach und Lichtenfels – Saalfeld – Naumburg, wobei bei den in Kronach endenden Regionalbahnen immer Anschluss zum Regional-Express nach Saalfeld oder in Kronach vom Regional-Express nach Hof Anschluss zur Regionalbahn nach Lichtenfels bestand. Im Abschnitt Kronach – Saalfeld ergab sich so eine nur zweistündlich verkehrende Regionalbahnverbindung von Lichtenfels nach Naumburg.
Auf der durchgebundenen Regionalbahn-Verbindung (Nürnberg –) Lichtenfels – Saalfeld – Naumburg waren Lokomotiven der Baureihe 143 mit Doppelstockwagen unterwegs. Seit dem Fahrplanwechsel im Winter 2013 verkehrten dort normalerweise Triebzüge der Baureihe 442, hierbei handelt es sich um den bekannten Elektrotriebwagen Talent 2.
Heute nicht mehr planmäßig eingesetzte Baureihen im Personen- und Güterverkehr sind unter anderem:
- unter den Dampflokomotiven die Baureihen 03.10, 39.10 und 95. Im Bahnbetriebswerk Rothenkirchen waren zum Stichtag 15. Mai 1935 außerdem die Baureihen 44, 57, 91, 96 und 98 beheimatet.[11]
- Unter den Elektrolokomotiven die Baureihen 103, 118, 119, 120, 140, 141, 143, 144, 150, 155 und 194. Im Dezember 1958 listete das Bahnbetriebswerk Pressig-Rothenkirchen neben der E 44 und der E 94 außerdem die Baureihen E 52 und E 91 auf.[11]
- Unter den Diesellokomotiven die Baureihen 212 und 365 für aufgrund der hohen Verkehrsdichte hauptsächlich in der Nacht stattfindende Übergabefahrten sowie die ab 1955 in Pressig-Rothenkirchen stationierten Kö und Ks, die neben Rangier- und Übergabediensten auch den Reisezugdienst zwischen Stockheim und Burggrub übernahmen[11],
- unter den Elektrotriebwagen den ICE 1, ET 31 und ET 32 und
- unter den Dieseltriebwagen den DR 137 153 … 234.